# Tanja Lažetić
Tanja Lažetić, vizualna umetnica, * 1967, Ljubljana. 
Živi in dela v Ljubljani. Po končanem študiju arhitekture (leta 1994 na Univerzi v Ljubljani) se je usmerila v umetniško ustvarjanje na področju fotografije, videa, performansa, keramike in knjige umetnice. Med leti 1999 in 2005 je avtorsko sodelovala s fotografom Dejanom Habichtom.

## Delo
Tematsko se ukvarja s prostorom in časom, v katerem živi. V delih se ukvarja s političnimi temami, govori o razpadu Jugoslavije, vojni, konceptu doma, migracij, nadzora, nadzornih tehnologij in meja. Ustvarja hibridna dela, venomer prežeta z vprašanjem reprezentacije ženskega telesa v razmerju do tem, ki jih razpira. Na začetku svojega dela se je ukvarijala z mladim ženskim telesom, problematično pozicijo neme in brezimenske muze v umetnosti, potem z reprezentacijo noseče ženske, matere in kasneje s starajočim ženskim telesom, s čimer raziskuje spreminjajočo se vlogo žensk v družbi. V zadnjih desetih letih je Tanja Lažetić izdala več kot dvajset knjig umetnice. Njene fotoknjige so del zbirke Muzeja moderne umetnosti (MoMA, New York) , TATE (London) in Bibliothèque Kandinsky (Paris). 

## Nagrade
- Priznanje Riharda Jakopiča, 2017  [10]
- Bronasta nagrada, The Second International Nanjing Festival, Nanjing, Kitajska, 2015
- Nagrada UNICUM, III. mednarodni trienale keramike, Ljubljana, 2015 [11]
- Nominacija, Media Art Awards, ZKM | Zentrum für Kunst und Medien, Karlsruhe, Nemčija, 2001
- Prvo mesto, Mednarodni oblikovalski natečaj, Trieste Contemporanea, Trst, Italija, 1995

## Umetniške rezidence
- Rezidenčni program Cité internationale des arts, Pariz, 2022[12]
- Rezidenčni program Cité internationale des arts, Pariz, 2021[13]
- Rezidenčni program Künstlerhaus Neumünster, Nemčija, 2020[14]
- Rezidenčni program Nida Art Colony, Litva, 2017
- Rezidenčni program The Swatch Art Peace Hotel, Šanghaj, Kitajska, 2015[15]
- Rezidenčni program The Israeli Center for Digital Art, Holon, 2014[16]
- Rezidenčni program KulturKontakt, Dunaj, 2001